# Каштанник
Кашта́нник (Cinnycerthia) — рід горобцеподібних птахів родини воловоочкових (Troglodytidae). Представники цього роду мешкають в Андах.

## Опис
Каштанники — невеликі птахи, середня довжина яких становить 14,5–16,5 см, а вага 14,8–29 г. Вони мають непримітне, буре або каштанове забарвлення, крила і хвіст у них поцятковані чорними смужками, дзьоб відносно короткі. Каштанники живуть в підліску вологих гірських тропічних лісів Анд.

## Види
Виділяють чотири види:
- Каштанник андійський (Cinnycerthia unirufa)
- Каштанник колумбійський (Cinnycerthia olivascens)
- Каштанник перуанський (Cinnycerthia peruana)
- Каштанник бурий (Cinnycerthia fulva)

## Етимологія
Наукова назва роду Cinnycerthia походить від сполучення наукових назв родів Маріка (Cinnyris Cuvier, 1816) і Підкоришник (Certhia Linnaeus, 1758).